# كروز (مدينة)
كروز (بالفرنسية: Croze)‏ هي مدينة توجد في إقليم كروز في جهة ليموزان بفرنسا.